# 4127 Kyogoku
4127 Kyogoku је астероид главног астероидног појаса чија средња удаљеност од Сунца износи 2,869 астрономских јединица (АЈ).
Апсолутна магнитуда астероида је 12,0.